# Mastim espanhol
O mastim espanhol[Nota] (em castelhano:  Mastín español) é uma antiga raça de cão molossóide natural da Espanha, originário das regiões de Cantábria, Castela e Leão, Estremadura, Zamora e Astúrias. Originou-se como um cão guardião de gado e ainda hoje é utilizado em parte para esta função.
Esta raça espanhola é apontada como uma das que possivelmente contribuíram na formação da raça fila brasileiro, juntamente com raças portuguesas. 

## Histórico e Características
Historicamente a criação e migração dessa raça está relacionada aos rebanhos mantidos pelos antigos povos espanhóis. Desde o seu surgimento, o mastim acompanhava os pastores protegendo e guardando os rebanhos dos lobos durante as estações de movimentação, na qual os homens levavam seus rebanhos de uma localidade a outra para pastarem. Fosse em fazendas, pessoas ou propriedades, este canino executava e executa sua função de protetor da mesma maneira.
Este é um animal mais comprido que alto, porém de estrutura óssea compacta. É ainda classificado como forte, resistente e musculoso, de latido forte e inteligente. Sua pelagem é densa e de tamanho médio. Seus exemplares tem o tamanho mínimo de 72 cm na cernelha.

## Vertentes
Além de sua variedade considerada "oficial", que é o atual e moderno mastim espanhol enquadrado em rígido padrão estético e reconhecido pelas maiores entidades cinófilas, há também sua vertente primitiva, tradicional, considerada não-oficial, e que não atende a nenhum padrão estético e tem como objetivo, ainda hoje, servir aos seus donos agindo na proteção de rebanhos contra predadores. Estas vertentes não-oficiais, para efeito de diferenciação, são denominadas de mastim espanhol tradicional, mastim espanhol de trabalho, mastín leonés, e perro de lobo (Cão de lobo). Estas vertentes não-oficiais, continuam atuando ativamente em sua função original e primitiva.